# Meistaraflokkur 1942
La Meistaraflokkur 1942 fu la 31ª edizione del campionato di calcio islandese concluso con la vittoria del Valur al suo ottavo titolo.

## Formula
Le squadre partecipanti furono cinque che si incontrarono in un turno di sola andata per un totale di quattro partite.

## Squadre partecipanti
| Club     | Città     | Posizione 1941     |
| -------- | --------- | ------------------ |
| Fram     | Reykjavík | 4°                 |
| KR       | Reykjavík | Campione d'Islanda |
| Valur    | Reykjavík | 2°                 |
| Víkingur | Reykjavík | 3°                 |
| ÍBV      | Reykjavík | Non partecipante   |

Tutti gli incontri si disputarono allo stadio Melavöllur, impianto situato nella capitale.

## Classifica finale
|  | Pos. | Squadra  | Pt | G | V | N | P | GF | GS | DR |
|  | ---- | -------- | -- | - | - | - | - | -- | -- | -- |
|  | 1.   | Valur    | 6  | 4 | 3 | 0 | 1 | 11 | 5  | +6 |
|  | 2.   | Fram     | 6  | 4 | 3 | 0 | 1 | 7  | 7  | +0 |
|  | 3.   | KR       | 4  | 4 | 2 | 0 | 2 | 7  | 6  | +1 |
|  | 4.   | ÍBV      | 2  | 4 | 1 | 0 | 3 | 4  | 9  | -5 |
|  | 5.   | Víkingur | 2  | 4 | 1 | 0 | 3 | 3  | 6  | +0 |

Legenda:

      Ammesso allo spareggio
Note:

Due punti a vittoria, uno a pareggio, zero a sconfitta.

### Spareggio scudetto
| Reykjavík | Valur | 0 – 0 | Fram | Melavöllur |

replay
| Reykjavík | Valur | 1 – 0 | Fram | Melavöllur |

### Verdetti
- Valur Campione d'Islanda 1942.